# Élections législatives de 1993 dans l'Yonne
Les élections législatives françaises de 1993 se déroulent les 21 et 28 mars 1993. Dans le département de l'Yonne, trois députés sont à élire dans le cadre de trois circonscriptions.

## Élus
| Circonscription | Député sortant                                  | Parti | Parti  | Député élu ou réélu | Parti | Parti |
| --------------- | ----------------------------------------------- | ----- | ------ | ------------------- | ----- | ----- |
| 1re             | Serge Franchis suppléant de Jean-Pierre Soisson |       | Divers | Jean-Pierre Soisson |       | MDR   |
| 2e              | Léo Grézard suppléant de Henri Nallet           |       | PS     | Yves Van Haecke     |       | RPR   |
| 3e              | Philippe Auberger                               |       | RPR    | Philippe Auberger   |       | RPR   |

## Positionnement des partis
Les candidats d'alliance RPR-UDF et divers droite se présentent sous la bannière de l'Union pour la France et ceux du Parti socialiste derrière l'Alliance des Français pour le Progrès. Par ailleurs, Les Verts et Génération écologie s'unissent sous l'étiquette Entente des écologistes.

## Résultats

### Résultats à l'échelle du département
| Parti          | Parti                                 | Premier tour | Premier tour | Second tour | Second tour | Sièges |
| Parti          | Parti                                 | Voix         | %            | Voix        | %           | Sièges |
| -------------- | ------------------------------------- | ------------ | ------------ | ----------- | ----------- | ------ |
|                | Rassemblement pour la République      | 35 355       | 23,95        | 55 705      | 42,12       | 2      |
|                | Union pour la démocratie française    | 16 990       | 11,51        | 15 737      | 11,91       | 0      |
|                | Divers droite                         | 2 047        | 1,39         |             |             | 0      |
|                | Union pour la France                  | 54 392       | 36,85        | 71 442      | 54,06       | 2      |
|                |                                       |              |              |             |             |        |
|                | Parti socialiste                      | 18 934       | 12,83        | 19 928      | 15,08       | 0      |
|                | Mouvement des réformateurs            | 16 579       | 11,23        | 26 819      | 20,29       | 1      |
|                | Alliance des Français pour le progrès | 35 513       | 24,06        | 46 747      | 35,37       | 1      |
|                |                                       |              |              |             |             |        |
|                | Les Verts                             | 6 659        | 4,51         |             |             | 0      |
|                | Génération écologie                   | 4 725        | 3,20         | 0           |             |        |
|                | Entente des écologistes               | 11 384       | 7,71         |             |             | 0      |
|                |                                       |              |              |             |             |        |
|                | Front national                        | 22 735       | 15,40        | 13 961      | 10,56       | 0      |
|                | Parti communiste français             | 16 686       | 11,30        |             |             | 0      |
|                | Le Trèfle - Les nouveaux écologistes  | 3 809        | 2,58         | 0           |             |        |
|                | Extrême gauche dont LCR, SÉGA et PT   | 3 083        | 2,09         | 0           |             |        |
|                |                                       |              |              |             |             |        |
| Inscrits       | Inscrits                              | 226 380      | 100,00       | 226 398     | 100,00      | 3      |
| Abstentions    | Abstentions                           | 70 799       | 31,27        | 74 482      | 32,9        |        |
| Votants        | Votants                               | 155 581      | 68,73        | 151 916     | 67,1        |        |
| Blancs et nuls | Blancs et nuls                        | 7 979        | 5,13         | 19 766      | 13,01       |        |
| Exprimés       | Exprimés                              | 147 602      | 94,87        | 132 150     | 86,99       |        |

### Résultats par circonscription

#### Première circonscription (Auxerre)
| Candidat       | Candidat                          | Parti          | Premier tour | Premier tour | Second tour | Second tour |  |
| Candidat       | Candidat                          | Parti          | Voix         | %            | Voix        | %           |  |
| -------------- | --------------------------------- | -------------- | ------------ | ------------ | ----------- | ----------- |  |
|                | Jean-Pierre Soisson sortant réélu | MDR (PS)       | 16 579       | 35,17        | 26 819      | 63,02       |  |
|                | Pierre Bordier                    | UDF (PR)       | 10 517       | 22,31        | 15 737      | 36,98       |  |
|                | Claude Moreau                     | FN             | 6 417        | 13,61        |             |             |  |
|                | Michel Bonhenry                   | PS (ADFP)      | 4 033        | 8,56         |             |             |  |
|                | Jean-Marie Langoureau             | PCF            | 3 185        | 6,76         |             |             |  |
|                | Denis Roycourt                    | Les Verts (EÉ) | 3 112        | 6,60         |             |             |  |
|                | Jean-Paul Rousseau                | SÉGA           | 1 601        | 3,40         |             |             |  |
|                | Anny Noury                        | LT-LNÉ         | 1 497        | 3,18         |             |             |  |
|                | Jacques Toupet                    | LCR            | 195          | 0,14         |             |             |  |
|                |                                   |                |              |              |             |             |  |
| Inscrits       | Inscrits                          | Inscrits       | 73 123       | 100,00       | 73 158      | 100,00      |  |
| Abstentions    | Abstentions                       | Abstentions    | 23 422       | 32,03        | 25 054      | 34,25       |  |
| Votants        | Votants                           | Votants        | 49 701       | 67,97        | 48 104      | 65,75       |  |
| Blancs et nuls | Blancs et nuls                    | Blancs et nuls | 2 565        | 5,16         | 5 548       | 11,53       |  |
| Exprimés       | Exprimés                          | Exprimés       | 47 136       | 94,84        | 42 556      | 88,47       |  |

#### Deuxième circonscription (Avallon)
| Candidat       | Candidat              | Parti          | Premier tour | Premier tour | Second tour | Second tour |  |
| Candidat       | Candidat              | Parti          | Voix         | %            | Voix        | %           |  |
| -------------- | --------------------- | -------------- | ------------ | ------------ | ----------- | ----------- |  |
|                | Yves Van Haëcke élu   | RPR            | 12 274       | 26,64        | 26 043      | 56,65       |  |
|                | Henri Nallet sortant  | PS (ADFP)      | 9 103        | 19,76        | 19 928      | 43,35       |  |
|                | Marc Fournier         | FN             | 6 570        | 14,26        |             |             |  |
|                | Grégoire Direz        | UDF (AD)       | 6 473        | 14,05        |             |             |  |
|                | Guy Lavrat            | PCF            | 5 099        | 11,07        |             |             |  |
|                | Jean-Michel Delagneau | Les Verts (EÉ) | 3 547        | 7,70         |             |             |  |
|                | Georges Gimié         | LT-LNÉ         | 1 712        | 3,72         |             |             |  |
|                | Alain Chicouard       | PT             | 1 287        | 2,79         |             |             |  |
|                |                       |                |              |              |             |             |  |
| Inscrits       | Inscrits              | Inscrits       | 71 834       | 100,00       | 71 824      | 100,00      |  |
| Abstentions    | Abstentions           | Abstentions    | 22 995       | 32,01        | 21 767      | 30,31       |  |
| Votants        | Votants               | Votants        | 48 839       | 67,99        | 50 057      | 69,69       |  |
| Blancs et nuls | Blancs et nuls        | Blancs et nuls | 2 774        | 5,68         | 4 086       | 8,16        |  |
| Exprimés       | Exprimés              | Exprimés       | 46 065       | 94,32        | 45 971      | 91,84       |  |

#### Troisième circonscription (Sens)
| Candidat       | Candidat                        | Parti          | Premier tour | Premier tour | Second tour | Second tour |  |
| Candidat       | Candidat                        | Parti          | Voix         | %            | Voix        | %           |  |
| -------------- | ------------------------------- | -------------- | ------------ | ------------ | ----------- | ----------- |  |
|                | Philippe Auberger sortant réélu | RPR (UPF)      | 23 081       | 42,43        | 29 662      | 68,00       |  |
|                | Pierre Péres                    | FN             | 9 748        | 17,92        | 13 961      | 32,00       |  |
|                | Jean Cordillot                  | PCF            | 8 402        | 15,44        |             |             |  |
|                | Gérard Le Gall                  | PS (ADFP)      | 5 798        | 10,66        |             |             |  |
|                | Joël Broquet                    | GÉ (EÉ)        | 4 725        | 8,69         |             |             |  |
|                | Michel Morange                  | Divers droite  | 2 047        | 3,76         |             |             |  |
|                | Alberte Barillet                | LT-LNÉ         | 600          | 1,10         |             |             |  |
|                |                                 |                |              |              |             |             |  |
| Inscrits       | Inscrits                        | Inscrits       | 81 423       | 100,00       | 81 416      | 100,00      |  |
| Abstentions    | Abstentions                     | Abstentions    | 24 382       | 29,94        | 27 661      | 33,97       |  |
| Votants        | Votants                         | Votants        | 57 041       | 70,06        | 53 755      | 66,03       |  |
| Blancs et nuls | Blancs et nuls                  | Blancs et nuls | 2 640        | 4,63         | 10 132      | 18,85       |  |
| Exprimés       | Exprimés                        | Exprimés       | 54 401       | 95,37        | 43 623      | 81,15       |  |